# Hatillo de Loba (kommun)
Hatillo de Loba är en kommun i Colombia.   Den ligger i departementet Bolívar, i den norra delen av landet, 500 km norr om huvudstaden Bogotá. Antalet invånare är 11 470.